# 空の下で
「空の下で」（そらのしたで）は、1998年1月21日に発売された、MY LITTLE LOVERの10枚目のシングル。発売元はトイズファクトリー。

## 解説
- アルバム『PRESENTS』の先行シングル。
- 日産自動車「ウイングロード」CMソング。

## 収録曲
1. 空の下で (5:15)
作詞・作曲・編曲:小林武史
2. ランデブー (6:08)
作詞：AKKO、作曲・編曲:小林武史
「Private eyes Rough Mix」収録とは、異なるバージョン。
3. 空の下で (instrumental) (5:15)
作曲・編曲:小林武史

## 収録アルバム
- PRESENTS (#1)
- The Waters (#2)
- singles (#1)
- Best Collection (#1)

| 1・2番 | 1・2番     | → | 間奏 | 間奏       | → | 3サビ | 3サビ      | → | 4サビ | 4サビ      |
|        | ニ長調 (D) | → |      | ホ長調 (E) | → |       | ニ長調 (D) | → |       | ホ長調 (E) |